# Constellations
Constellations és una obra de teatre de dos personatges escrita el 2012 pel dramaturg anglès Nick Payne.

## Produccions
Constellations es va estrenar al Royal Court Theatre el gener de 2012, amb Rafe Spall i Sally Hawkins en els papers i direcció de Michael Longhurst. L'obra va rebre fortes crítiques per part de la crítica i prèviament traslladada al Duke of York's Theatre al West End el novembre de 2012. El crític de The Guardian va escriure "Per tota la seva brossa razzle-dazzle, però, és la calor humana de l'escriptura i l'actuació que assegura que l'obra no s'enfonsa mai en una confusió." El novembre de 2012 Constellations va ser nomenada la guanyadora de la categoria de millor obra de teatre als Evening Standard Theatre Awards, fent que Payne amb 29 anys sigui el guanyador més jove del premi. L'obra va recórrer el Regne Unit, a partir del maig de 2015, al Woking's New Victoria Theatre.
L'obra fou estrenada a Broadway en una producció del Manhattan Theatre Club al Samuel J. Friedman Theatre el 13 de gener de 2015 i clausurada el 15 de març de 2015. El repartiment era format per Jake Gyllenhaal (el seu debut a Broadway) i Ruth Wilson. Ruth Wilson va rebre una nominació als Premis Tony de 2015, la millor interpretació d'una actriu principal en una obra de teatre. L'obra va rebre tres nominacions al premi Drama League: Millor obra de teatre, millor actor, Gyllenhaal i millor actriu, Wilson. Es va estrenar una producció el 10 de febrer de 2016 al Boise Contemporary Theatre que va començarel 5 de març i protagonitzada per Dwayne Blackaller i Tiara Thompson i dirigida per Tracy Sunderland.
El gener de 2013, Payne va revelar que hi havia una adaptació cinematogràfica. Des d'aleshores el pla ha quedat reservat.
El 2016, l'estrena en anglès canadenc va ser coproduïda pel Centaur Theatre de Montréal i la Canadian Stage Company de Toronto. L'espectacle va ser dirigit pel llegendari director canadenc Peter Hinton i va protagonitzar Cara Ricketts i Graham Cuthbertson.
La producció de Studio Theatre del 2016 fou nominada a sis premis als Helen Hayes Awards de 2017 a Washington, D.C. La producció va guanyar 2 premis, i Tom Patterson va rebre el premi Robert Prosky per a actor destacat en una obra de teatre i Lily Balatincz rebent actriu destacada en una obra de teatre.
L'obra s'ha estrenat a Los Àngeles a la Geffen Playhouse amb Ginnifer Goodwin i Allen Leech i dirigida per Giovanna Sardelli.
L'obra es va estrenar a Perth, Austràlia Occidental el juny de 2018 amb Paul Davey i Madelaine Jones i dirigida per Brendan Ellis.
El novembre de 2015, l'estrena en xinès està dirigida i traduïda per Wang Chong a Pequín. Utilitza 13 càmeres a l'escenari per conceptualitzar l'obra en una "pel·lícula escènica" amb 50 llargs que passen de les 50 escenes. El resultat és una experiència cinematogràfica molt íntima en teatre. També es posa en escena un autèntic hàmster com si fos el déu del temps i l'univers qui dicta els talls de la “pel·lícula” i les possibilitats de la vida. A causa de l'èxit de l'espectacle, The Beijing News va proclamar l'actriu Wang Xiaohuan com a artista jove del teatre de l'any.
De gener a març de 2018 l'obra es va estrenar a Lima (Perú) sota la direcció de Rodrigo Falla, i amb les actuacions de Jesus Neyra i Gisela Ponce De León. L'obra va tenir un èxit rotund a Lima, amb bones crítiques, va tenir tant d'èxit, que es va presentar a la província de Tacna i a les placetees de les arts del municipi de Lima.

## Argument
L'obra segueix Roland, un apicultor, i Marianne, cosmòloga a través de la seva relació romàntica. Marianne sovint es mostra poètica sobre la cosmologia, la mecànica quàntica, la teoria de cordes i la creença que hi ha múltiples universos que tiren la vida de les persones en diverses direccions. Això es reflecteix en l'estructura de l'obra a mesura que es repeteixen escenes breus, sovint amb resultats diferents.
Roland i Marianne es reuneixen a la graellada i s'impliquen romànticament. Després d'haver-se mogut junts, una confessió d'infidelitat fa que es trenquin. Al cap d'un temps, corren els uns als altres en una classe de ball de saló, reprenen la seva relació i acaben per casar-se. Marianne comença a oblidar les paraules i té problemes per escriure. El seu metge li diu que té un tumor al lòbul frontal i li queda menys d'un any per viure. Finalment, busca el suïcidi assistit a l'estranger amb el suport de Roland. L'obra finalitza amb un flashback a l'escena on Roland i Marianne tornen a relacionar la seva classe a la classe de ball.

## Publicació
S'han publicat diverses versions de l'obra al Regne Unit i als Estats Units.